# Eugen Gutmann

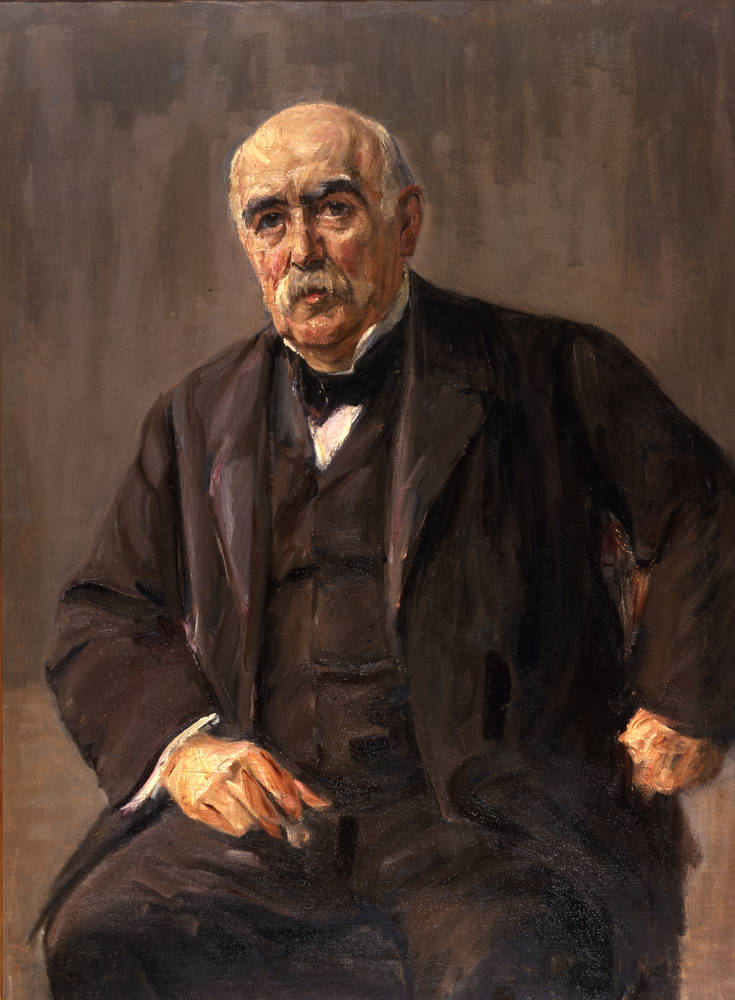
Max Liebermann, Porträt Eugen Gutmann, 1907, Stiftung Stadtmuseum Berlin

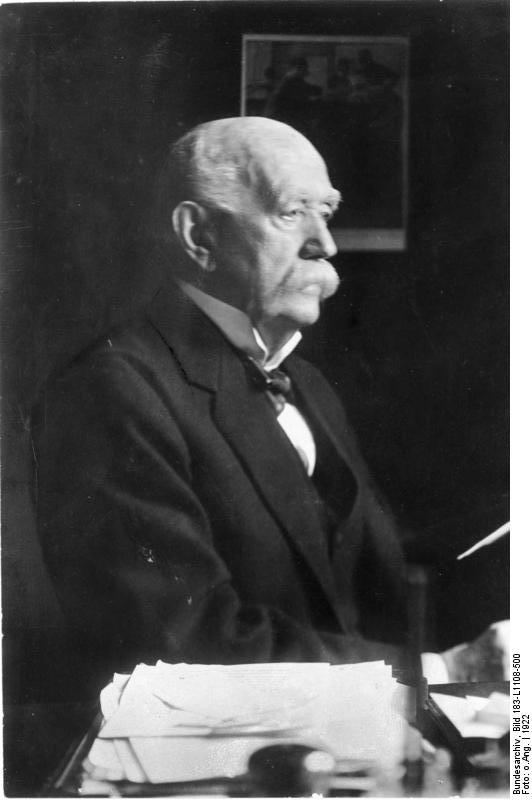
Fotografie Gutmanns, 1920

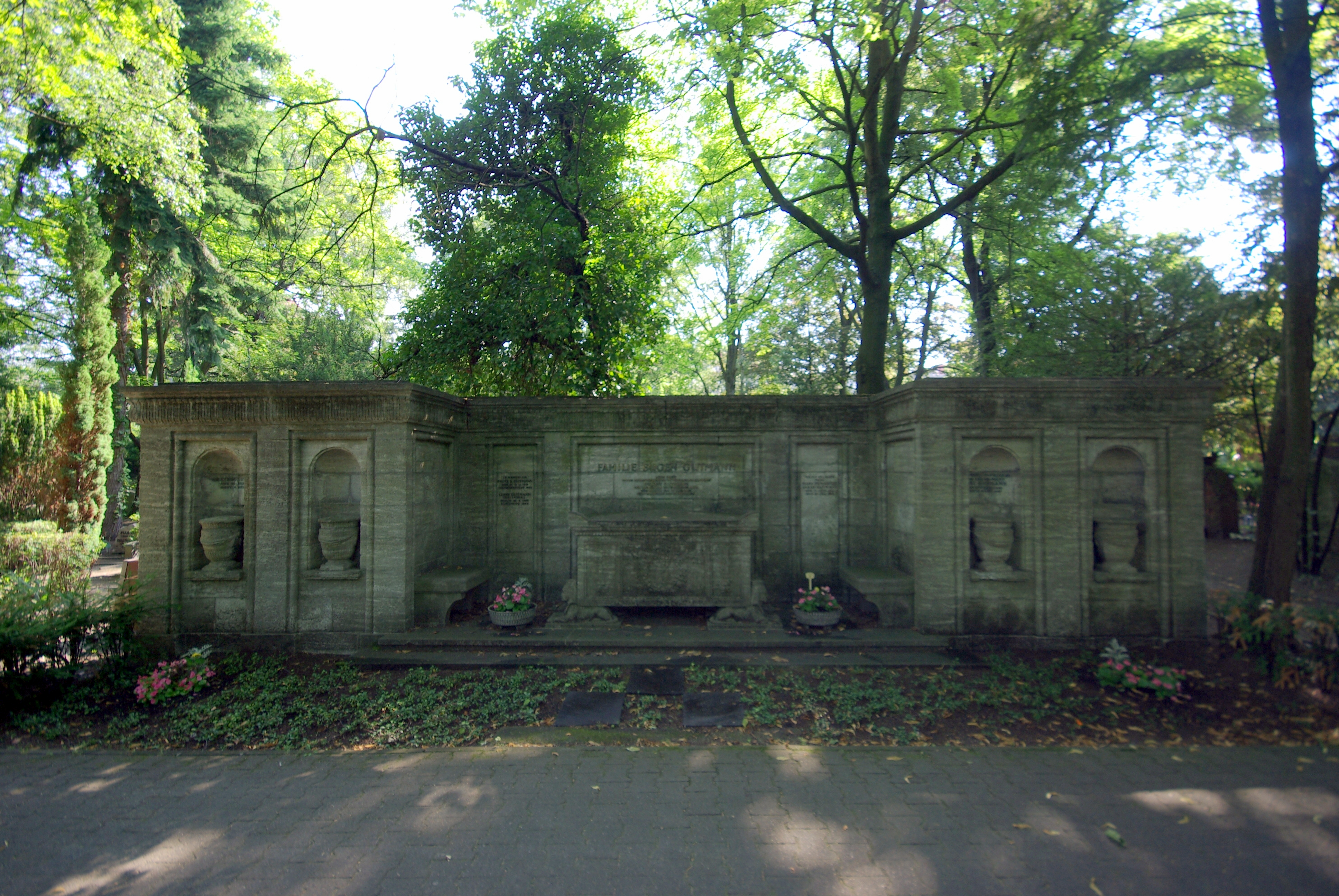
Grabstätte der Familie Gutmann. Links Gedenkinschriften für Fritz B. und Luise Gutmann, 1944 in Theresienstadt bzw. Auschwitz ermordet.

Eugen Gutmann (* 24. Juni 1840 in Dresden; † 21. August 1925 in München) war ein deutscher Bankier und Kunstsammler.

## Leben und Wirken
Er war der Sohn von Bernhard Gutmann.
Auf seinen Rat hin wandelte die Familie Kaskel 1872 ihre Privatbank in eine Aktiengesellschaft um, die Dresdner Bank. Gutmann, der seither als Gründer des Instituts gilt, war 1872–1920 Vorstandsvorsitzender der Bank, anschließend bis zu seinem Tod Ehrenvorsitzender des Aufsichtsrats. Er war 1905 ebenfalls Mitgründer der Deutschen Orientbank und der Deutsch-Südamerikanischen Bank. Gutmann führte das Konzept der Filialbank in Deutschland ein. 1881 wurde die erste Filiale in Berlin gegründet, die 1884 zum Hauptsitz wurde. Er erreichte so ein schnelles Wachstum der Dresdner Bank. 1889 konvertierte die Familie Gutmann vom Judentum zum Christentum. 1903 kaufte Gutmann das Rittergut Zeesen (Schloss Zeesen), es wurde 1925 an den Bankier Ernst Goldschmidt verkauft.
Gutmann war in die Finanzierung der deutschen Schwerindustrie, u. a. als Aufsichtsrat der Gelsenkirchener Bergwerks-AG, der Saar- und Mosel-Bergwerks-Gesellschaft und der Deutsch-Österreichischen Bergwerks-Gesellschaft, involviert. Durch den Aufkauf von Aktien der Hibernia AG für die preußische Regierung in der sog. Hibernia-Affäre litt allerdings seine Reputation bei führenden Ruhrindustriellen wie August Thyssen und Hugo Stinnes, da er für die Verstaatlichung von Zechen arbeitete. 1920 zog sich Gutmann auf den Posten des Ehrenpräsidenten der Dresdner Bank zurück.
Sein Sohn Herbert M. Gutmann (1879–1942) war als Mitbegründer, Direktor und später auch Präsident der Deutschen Orientbank an den wirtschaftlichen Aktivitäten des Deutschen Reiches im Orient in der Zeit vor dem Ersten Weltkrieg beteiligt. Seine Enkel sind Fred Gann und Marion Whitehorn.
Der Sohn Friedrich (Fritz) Gutmann, ebenfalls Bankier, und dessen Ehefrau Louise wurden 1944 Opfer des Holocaust.
1998 wurde die Hauptstadtrepräsentanz der Dresdner Bank am Pariser Platz nach ihm benannt. 2002 gründete die Dresdner Bank die Eugen-Gutmann-Gesellschaft, deren Ziel die Erarbeitung und Bewahrung der Geschichte der Dresdner Bank, der Commerzbank, anderer Privat- und Aktienbanken und der Bankgeschichte im Allgemeinen unter dem Motto „Zukunft braucht Erinnerung“ ist.
Die vom Architekten Franz Seeck geschaffene klassizistische Grabstätte der Familie befindet sich auf dem Urnenfriedhof Gerichtstraße in Berlin-Wedding.
Gutmann hatte in 30 Jahren eine der größten Silber- und Kleinodiensammlungen mit einzigartigen Stücken geschaffen, von der er einen Teil an J. P. Morgan verkaufte.